# Trichoplusia cupreomicans
Trichoplusia cupreomicans är en fjärilsart som beskrevs av George Francis Hampson 1909. Trichoplusia cupreomicans ingår i släktet Trichoplusia och familjen nattflyn. Inga underarter finns listade i Catalogue of Life.